# حسام غالی
حسام غالی (عربی: حسام غالي؛ زاده ۱۵ دسامبر ۱۹۸۱) یک بازیکن فوتبال اهل مصر است.
وی همچنین در تیم ملی فوتبال مصر بازی کرده‌است.